# Leioproctus delahozii
Leioproctus delahozii är en biart som beskrevs av Toro 1973. Leioproctus delahozii ingår i släktet Leioproctus och familjen korttungebin. Inga underarter finns listade i Catalogue of Life.